# 1951.
◄ | 19. stoljeće | 20. stoljeće | 21. stoljeće | ►
◄ | 1920-ih | 1930-ih | 1940-ih | 1950-ih | 1960-ih | 1970-ih | 1980-ih | ►
◄◄ | ◄ | 1948. | 1949. | 1950. | 1951. | 1952. | 1953. | 1954. | ► | ►►
Arhitektura • Astronautika • Astronomija • Biologija • Film • Fotografija • Glazba • Kazalište • Kemija • Kiparstvo • Knjige • Književnost • Kršćanstvo • Meteorologija • Medicina • Planinarstvo • Politika • Pravo • Promet • Slikarstvo • Strip • Šport • Televizija • Znanost • Zrakoplovstvo • Željeznički promet

## Događaji
- 6. siječnja – Papa Pio XII. ustanovio Dan svetog djetinjstva (Dan Papinskih misijskih djela).
- Belgijski kralj Leopold III. abdicirao je u korist sina Baudoina I.

## Rođenja

### Siječanj – ožujak
- 12. siječnja – Kirstie Alley, američka glumica i model († 2022.)
- 21. siječnja – Petar Luković, srbijanski novinar († 2024.)
- 30. siječnja – Phil Collins, engleski glazbenik
- 20. veljače – Gordon Brown, britanski političar i premijer
- 17. ožujka – Kurt Russell, američki glumac
- 27. ožujka – Branko Jeren, hrvatski znanstvenik

### Travanj – lipanj
- 1. travnja – Dražen Vrdoljak, hrvatski glazbeni kritičar i novinar († 2008.)
- 8. travnja – Sergio Blažić, hrvatski glazbenik i pjevač sastava Atomsko sklonište († 1987.)
- 10. travnja – Steven Seagal, američki glumac
- 17. svibnja – Ivan Katalinić, hrvatski nogometni vratar i trener
- 19. svibnja – Slavko Brankov, hrvatski glumac († 2006.)
- 25. svibnja – Krunoslav Hulak, hrvatski šahist († 2015.)
- 30. svibnja – Zdravko Čolić, bosanskohercegovački pjevač zabavne glazbe
- 30. svibnja – Fernando Lugo, paragvajski političar i biskup
- 30. svibnja – Stephen Tobolowsky, američki glumac
- 10. lipnja – Antun Boris Švaljek, hrvatski slikar i grafičar († 2023.)

### Srpanj – rujan
- 8. srpnja – Anjelica Huston, američka glumica
- 21. srpnja – Robin Williams, američki glumac († 2014.)
- 31. srpnja – Vjekoslav Šutej, hrvatski dirigent († 2009.)
- 3. kolovoza – Željko Rohatinski, hrvatski ekonomist i guverner († 2019.)
- 11. kolovoza – Róža Domašcyna, njemačko-lužičkosrpska pjesnikinja
- 5. rujna – Michael Keaton, američki glumac
- 6. rujna - Šaban Šaulić, srbijanski pjevač († 2019.)
- 12. rujna – Joe Pantoliano, američki glumac
- 15. rujna – Johan Neeskens, nizozemski nogometaš i trener († 2024.)
- 22. rujna – Mladen Pavković, hrvatski novinar i publicist
- 26. rujna – Haris Džinović, bosanskohercegovački pjevač

### Listopad – prosinac
- 14. studenog – Zhang Yimou, kineski filmski redatelj
- 4. prosinca – Dražen Žanko, hrvatski pjevač zabavne glazbe
- 8. prosinca – Denis Kuljiš, hrvatski novinar († 2019.)
- 19. prosinca – Nada Abrus, hrvatska glumica
- 22. prosinca – Ivan Šreter, hrvatski liječnik († 1991.)

### Nepoznat datum rođenja
- Radoslava Mrkšić, hrvatska glumica
- Amir Bukvić, hrvatski glumac i dramatičar
- Vedran Ivčić, hrvatski pjevač i skladatelj († 2003.)

## Smrti

### Siječanj – ožujak
- 19. veljače – André Gide, francuski književnik (* 1869.)
- 11. ožujka – Janoš Županek, slovenski (prekomurski pjesnik i pisac (* 1861.)
- 12. ožujka – Alfred Hugenberg, njemački političar i poduzenik (* 1865.)

### Travanj – lipanj
- 6. svibnja – Élie Joseph Cartan, francuski matematičar (* 1869.)
- 1. svibnja – Takashi Nagai, japanski liječnik i književnik (* 1908.)
- 25. svibnja – Paula Preradović, hrvatsko-austrijska pjesnikinja i pripovjedačica (* 1887.)

### Srpanj – rujan
- 13. srpnja – Arnold Schönberg, austrijski skladatelj (* 1874.)

### Listopad – prosinac
- 4. listopada – Henrietta Lacks, iz njezinih je stanica uzgojena prva linija ljudskih besmrtnih stanica (HeLa) (* 1920.)
- 6. listopada – Otto Fritz Meyerhof, njemački liječnik, nobelovac (* 1884.)
- 9. studenoga – Sigmund Romberg, američki skladatelj (* 1887.)
- 10. prosinca – Anton Durković, rumunjski biskup hrvatskog i austrijskog podrijetla (* 1888.)

## Nobelova nagrada za 1951. godinu
- Fizika: John Cockcroft i Ernest Thomas Sinton Walton
- Kemija: Edwin Mattison McMillan i Glenn Theodore Seaborg
- Fiziologija i medicina: Max Theiler
- Književnost: Pär Lagerkvist
- Mir: Léon Jouhaux

## Vanjske poveznice
|  | Zajednički poslužitelj ima još gradiva o temi 1951. |